# Municipio de Xalapa
El municipio de Xalapa es uno de los 212 municipios que integran el estado mexicano de Veracruz. Está conformado por 55 localidades y su cabecera municipal es Xalapa-Enríquez. El Censo de Población y Vivienda 2020 del Instituto Nacional de Estadística y Geografía (INEGI) reportó una población total en el municipio de 488 531 habitantes. También es uno de los siete municipios que conforman la zona metropolitana de Xalapa.

## Generalidades
El nombre Xalapa (o Jalapa) proviene de la lengua náhuatl, específicamente de los vocablos Xalli, que significa «arena», y apan, «río o manantial», de tal forma que se podría interpretar como «manantial en la arena» o «lugar de las aguas arenosas». El municipio se creó el 26 de mayo de 1825 a partir del decreto XLVI «Organización, policía y gobierno interior del estado, su división; establecimiento de autoridades políticas y sus dotaciones» que dividía el estado de Veracruz en doce cantones, sujetos a cuatro departamentos. Xalapa era uno de los departamentos y comprendía los cantones de Jalapa y Jalacingo.

## Geografía

Mapa del municipio de Xalapa.

El municipio se localiza entre los paralelos 19° 29' y 19° 36' latitud norte, los meridianos 96° 48' y 96° 58' longitud oeste y a una altitud que varía entre los 700 y los 1600 metros. Limita al norte con los municipios de Banderilla, Jilotepec y Naolinco, al este con Naolinco y Emiliano Zapata, al sur con Emiliano Zapata y Coatepec y al oeste con Coatepec, Tlalnelhuayocan y Banderilla. Con excepción de Naolinco, todos los anteriores municipios y Rafael Lucio conforman la zona metropolitana de Xalapa.
Por otra parte, de acuerdo con el INEGI, los climas predominantes son el «semicálido húmedo con abundantes lluvias en verano» y el «semicálido húmedo con lluvias todo el año». En menor medida, también se registran climas «cálido subhúmedo con lluvias en verano» y «templado húmedo con lluvias todo el año». Ocupa un total de 124.38 kilómetros cuadrados, lo que representa el 0.17% del total estatal. El Macuiltépec es su punto más alto con 1522 metros sobre el nivel del mar.

## Municipalidad
Según el Reglamento Interior de Gobierno del Ayuntamiento de Xalapa, el municipio de Xalapa cuenta con «autonomía, personalidad jurídica y patrimonio propios» y está gobernado por un ayuntamiento, elegido mediante «elección popular, libre, directa y secreta», que está integrado por un presidente municipal —electo para un periodo de tres años y que toma posesión el 1 de enero siguiente a la elección—, un síndico y trece regidores. Además, el gobierno local reside en Xalapa-Enríquez y su sede principal es el Palacio Municipal de esa ciudad.
Para la elección de diputados locales al Congreso de Veracruz, el municipio se ubica dentro de los distritos electorales locales XI —Xalapa I: «parte centro y este de la ciudad de Xalapa y zona rural del municipio»— y XII —parte centro y oeste de la ciudad de Xalapa—. Asimismo, para la elección de diputados al Congreso de la Unión, Xalapa se encuentra integrado en los distritos electorales federales X y VIII de Veracruz. El municipio está integrado por un total de 55 localidades, 50 rurales y cinco urbanas.

### Demografía
De acuerdo con los datos del Censo de Población y Vivienda 2010 del INEGI, Xalapa es el segundo municipio más poblado del estado con un total de 457 928 habitantes. Por sus 124.38 kilómetros cuadrados de superficie, el municipio tiene una densidad de población de 3681.7/km². Del total de población, 213 571 son hombres —46.64%— y 244 357 mujeres —53.36%—. Respecto a grupos de edad, 107 942 pertenecen a la población de 0 a 14 años, 301 266 a la de 15 a 64 años y 28 928 a la de 65 años y más. En el censo también se registraron 122 643 viviendas habitadas.
La población del municipio representa el 5.99% del total de Veracruz y de las 55 localidades, una mayoría (39) tiene entre uno y 249 habitantes; en 15 más habitan entre 250 y 9999 personas. Solamente una, Xalapa-Enríquez, tiene más 10 000. Esta última es la más grande en población con 424 755 habitantes, por lo que las 54 localidades restantes albergan solo a 33 173 personas. Junto a Xalapa-Enríquez, las localidades más habitadas son: la Colonia Santa Bárbara (8617 habitantes), Lomas Verdes (6583 habitantes), El Castillo (5154 habitantes) y Las Fuentes (3039 habitantes).
| Evolución de la población del municipio de Xalapa (1921-2030) |
| |
| Población según los Censos Generales y Conteos de Población y Vivienda Proyecciones de la población de los municipios (2010-2030) Fuente: Instituto Nacional de Estadística y Geografía y Comisión Nacional de Vivienda. |